# Итаси
Итаси (малаг. Itasy) — вулканическое поле, состоящее из шлаковых конусов, мааров, лавовых куполов на Мадагаскаре. Название соответствует одноимённому озеру. Зона активной геологической субдукции составляет более 100 километров.

## География
Расположен в одноимённом регионе в провинции Антананариву. Находится в одном из самых густонаселённых районов Мадагаскара, в 80 км к западу от столицы. Ближайший крупный населённый пункт — Суавинандриана. Окрестности являются популярными среди туристов.

## Список вулканических объектов по алфавиту, входящих в комплекс Итаси
| Название             | Название на малагасийском языке | Тип                  |
| -------------------- | ------------------------------- | -------------------- |
| Амвонхайб            | Ambohibe                        | Вулканический купол  |
| Амвохаймалала        | Ambohimalala                    | Вулканический конус  |
| Амвохайтритайнерафна | Ambohitritainerina              | Вулканический конус  |
| Амвонхайтронди       | Ambohitrondry                   | Вулканический конус  |
| Ампари               | Ampary                          | Вулканический купол  |
| Анджаво              | Angavo                          | Вулканический купол  |
| Андраноратси         | Andranoratsy                    | Вулканический кратер |
| Андранотораха        | Andranotoraha                   | Вулканический кратер |
| Андранохаватра       | Andranojavatra                  | Вулканический конус  |
| Ингилофотси          | Ingilofotsy                     | Вулканический купол  |
| Кассиджие            | Kassijie/Kassigie               | Вулканический конус  |
| Кити                 | Kitia                           | Вулканический купол  |
| Китомбол             | Kitombold                       | Вулканический конус  |
| Матьянканина         | Matiankanina                    | Вулканический конус  |
| Tsifajavona          | Цифаянова                       | Вулканический конус  |

## Геология и вулканизм
Район в плане геологии главным образом сложен трахитами, трахиандезитами, трахибазальтами, тефритовыми базанитами, фонолитами. Основа докембрийский массив Андрапунута на который наложено базальтовое плато. Площадь около 400 км². Подобное строение у вулканического объекта Анкаратра. Деятельность началась в плиоцене и продолжается в современный период в виде незначительной повышенной сейсмичности, активности горячих источников. Последняя активная вулканическая деятельность, согласно радиоуглеродному анализу, произошла в 6050 году до нашей эры.